# Muscle génioglosse
Le muscle génioglosse  (Musculus genioglossus en latin) est le plus volumineux des 7 muscles de la langue.

## Histoire
Son nom est formé sur le grec γένειον, géneion (« menton ») et γλῶσσα, glỗssa (« langue »). La première mention du muscle remonte au début du XVIIe siècle. Elle est le fait de Helkiah Crooke (1576 – 1648), médecin du roi Jacques Stuart.

## Description
Le muscle génioglosse est un muscle pair extrinsèque de la langue.

## Origine
Le muscle génioglosse nait de l'épine mentale supérieure de la mandibule au niveau de la symphyse, sur la face interne de la mandibule.

## Trajet
Le muscle génioglosse s'étale en éventail de la pointe à l'extrémité postérieure de la langue.

## Insertion
Les fibres antérieures s'incurvent vers la pointe de la langue.
Les fibres moyennes se dirigent vers la face dorsale de la langue et la membrane hyo-glossienne.
Les fibres inférieures se terminent sur le bord supérieur de l'os hyoïde.

## Innervation
Le muscle génioglosse est innervé par le nerf grand hypoglosse, douzième paire de nerfs crâniens.

## Vascularisation
Le muscle génioglosse est vascularisé par l'artère linguale.

## Action
Le muscle génioglosse tire la langue vers l'avant et vers le bas. Il permet aussi la dilatation du pharynx et évite le collapsus principalement lors de pression pharyngée négative.

## Apnée du sommeil
L'avancement du muscle génioglosse est une chirurgie pour traiter l'apnée du sommeil.

## Galerie

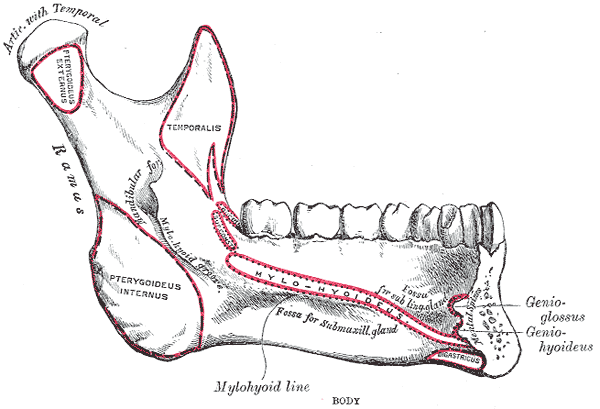
Mandibule. face interne. Vue latérale.
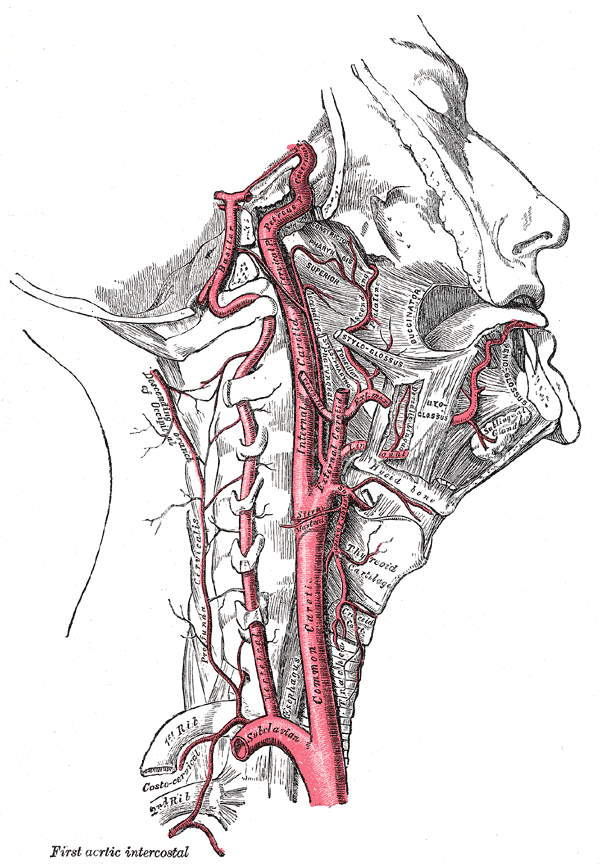
Les artères de la tête et du cou: l'artère linguale est une branche de l'artère carotide externe. Côté droit.

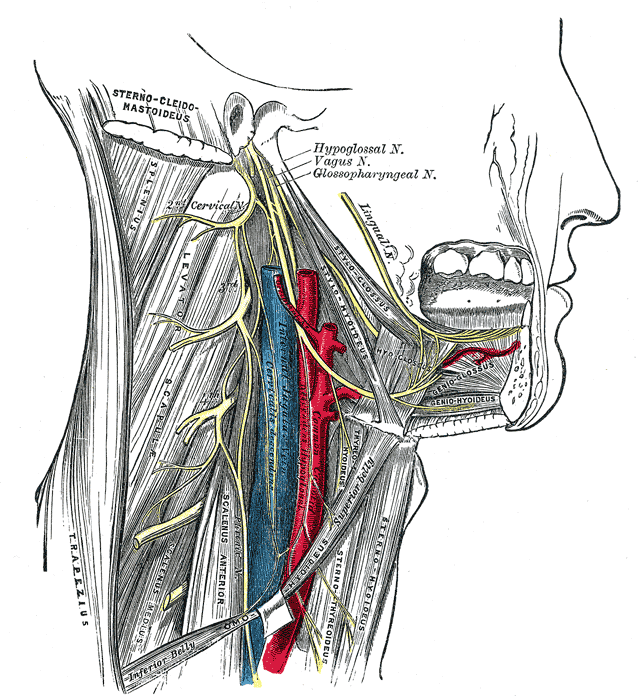
Le nerf grand hypoglosse, nerf moteur du génioglosse.
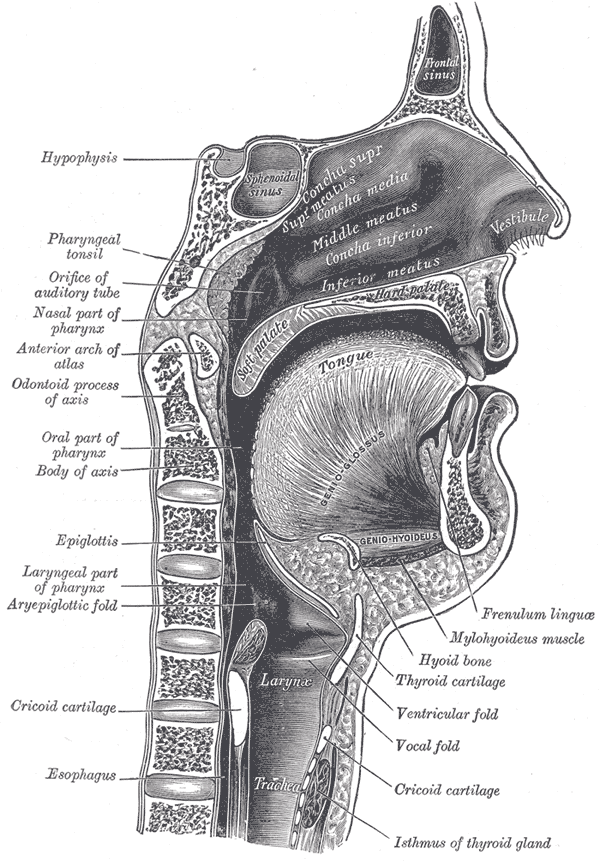
Coupe sagittale du nez, de la bouche, du pharynx et du larynx